# Rust in Peace
Rust in Peace (prevod 'Istruni u miru') je četvrti album treš metal benda Megadeth. Izdat je 24. septembra 1990. godine. Naslov albuma predstavlja igru reči nastalu zamenom jednog slova iz 'Rest in Peace' što znači 'Počivaj u Miru' u 'Rust in Peace'- 'Rđaj u miru'. Ovo je prvi od pet albuma Megadeth-a na kome sviraju gitarista Marti Fridman i bubnjar Nik Menca. Singlovi sa albuma su pesme Holy wars... The Punishment Due i Hangar 18 za koje su snimljeni i spotovi. Album je nominovan za Gremi nagradu 1991. godine.

## Teme
Politika, rat, životna okolina i lični problemi su teme koje se pominju u pesmama. Npr. Take No Prisoners govori o tome kako su u ratu vojnici „potrošna roba“, Dawn Patrol je o uništavanju planete pod uticajem globalnog zagrevanja i efekta staklene bašte, Rust In Peace... Polaris je o opštoj atmosferi za vreme Hladnog rata, dok je Lucretia pesma o duhu koji živi na tavanu Dejva Mastejna, pevača i gitariste benda.

## Omot
Omot albuma prikazuje maskotu benda Vika Retlheda u 18. hangaru, na tajnom sastanku sa predstavnicima 5 najjačih država na svetu u to vreme. U prvom planu je Vik koji stoji iznad tela vanzemaljca.
Predstavnici, sa leva na desno, su bivši britanski premijer Džon Mejdžor, bivši japanski premijer Tošiki Kaifu, bivši nemački predsednik Rihard Vajceker, bivši sovjetski predsednik Mihail Gorbačov i bivši američki predsednik Džordž Buš stariji.

## Pesme
Sve pesme je napisao Mastejn, osim gde je naznačeno drugačije:
1. - 6:32
2. - 5:14
3. - 3:26
4. - 5:40
5. - 2:56
6. (muzika: Mastejn, Elefson) - 3:56
7. (tekst: Mastejn, Elefson; music: Mastejn) - 5:19
8. (tekst: Mastejn; muzika: Elefson) - 1:51
9. - 5:44

## Muzičari sa albuma
- Dejv Mastejn - gitara, vokal
- Marti Fridman - gitara, prateći vokal
- Dejvid Elfson- bas gitara, prateći vokal
- Nik Menca - bubnjevi